# Bocula sinifera
Bocula sinifera là một loài bướm đêm trong họ Noctuidae.